# With Me
"With Me" é uma canção do girl group americano Destiny's Child, para o seu álbum de estréia Destiny's Child (1998). Foi lançado como segundo single do álbum, depois de No, No, No. De acordo com o grupo, o single é uma resposta à "U Make Me Wanna" de Usher.

## Videoclipe
No clipe da música With Me Part I, dirigido por Darren Grant, Beyoncé aparece como uma "sereia" numa cena que simula como se ela estivesse submersa na água. LaTavia aparece como um "gênio da lâmpada mágica" num quarto alaranjado. Já Kelly aparece como uma "mulher gigante", entre maquetes de edifícios. E LeToya aparece vestida de "mulher-aranha", escalando uma teia de metal. Durante o clipe, os nomes de cada integrante são legendados assim que cada uma vai aparecendo separadamente. Jermaine Dupri aparece observando-as em uma apresentação de slides. Juntas, aparecem em uma cena com roupas cinzas, e tecidos azul e vermelho ao fundo. Em outra cena há um cenário estilizado com o formato de olhos. A irmã de Beyoncé, Solange Knowles, aparece no final do clipe, junto com outra menina.

## Formatos e remixes

### European Maxi Single/UK Single Part 1
COL 665754 2
1. "With Me" (Part 1) (featuring JD) – 3:27
2. "With Me" (Part 2) (featuring Master P) – 4:14
3. "With Me" (Part 1) (Instrumental) – 3:28
4. "Second Nature" – 5:09

### UK Single Part 2
1. "With Me" (Full Crew Radio Version)
2. "With Me" (Full Crew Revocaled Radio Version)
3. "With Me" (Full Crew Main Mix W/Rap)
4. "With Me" (Full Crew Main Mix No Rap)

### US Single Promo
1. "With Me Part 2" – featuring Master P – Radio Edit 3:36
2. "With Me Part 2" – featuring Master P – No Rap 2:39
3. "With Me Part 1" – featuring JD – Album Version 3:27
4. "With Me Part 3" – featuring Full Crew – UK Mix Radio Edit 3:53
5. "With Me Part 3" – featuring Full Crew – UK Mix With Rap 4:03
6. "With Me Part 2" – featuring Master P – Instrumental 4:14
7. "With Me Part 4" – featuring Full Crew – Instrumental 4:03
8. "With Me Part 2" – Callout Hook #1 0:10
9. "With Me Part 2" – Callout Hook #2 0:05
10. "With Me Part 3" – Callout Hook 0:10
11. "With Me Part 3" – Callout Hook 0:05

### Formatos ae remixes
1. With Me Parte 1 (Instrumental)
2. With Me Parte 2 (Instrumental)
3. With Me Parte 2 (sem Rap)
4. With Me Parte 2 (edição do rádio) (feat. Master P)
5. With Me Parte 3 ('With Me' Full Crew Radio Version)
6. With Me Parte 3 ('With Me' Full Crew Revocaled Radio Version)
7. With Me Parte 4 ('With Me' Full Crew, sem Rap)
8. With Me Parte 4 ('With Me' Full Crew, com Rap)
9. With Me Parte 4 ('With Me' Full Crew, sem Rap - Instrumental)
10. With Me Parte 5 ('With Me' UK Mix With Rap) (feat. Full Crew)
11. With Me Parte 5 ('With Me' UK Mix Radio Edit) (feat. Full Crew)

## Desempenho nas tabelas musicais
| Chart (1998)                      | Maior posição |
| --------------------------------- | ------------- |
| Escócia (Scottish Singles Chart)  | 72            |
| Europa (European Hot 100 Singles) | 92            |
| Reino Unido (UK Singles Chart)    | 19            |
| Reino Unido (OCC UK R&B)          | 4             |